# ۵-اسید هیدروکسی‌ایکوزاتترانوئیک

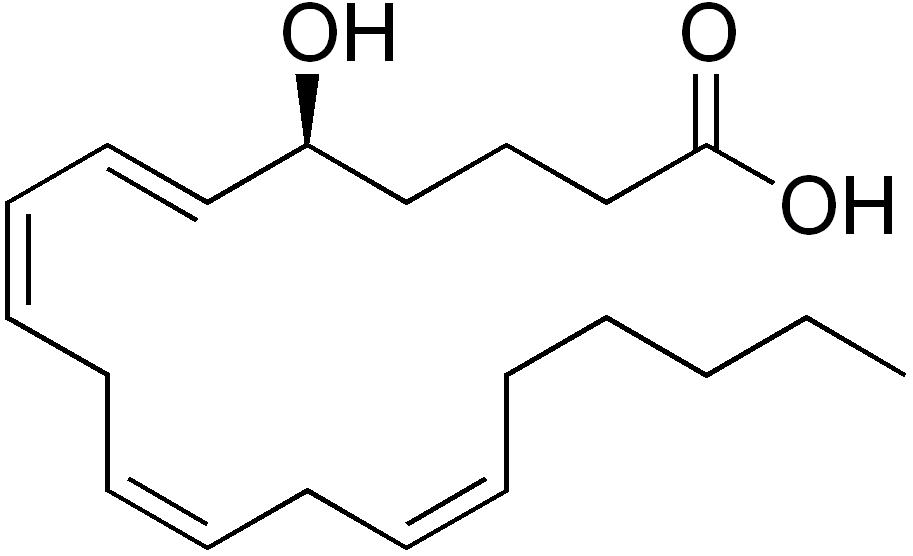
نمایی از ساختار شیمیایی -اسید هیدروکسی‌ایکوساتترانوئیک

۵-اسید هیدروکسی‌ایکوساتترانوئیک (به انگلیسی: 5-Hydroxyeicosatetraenoic acid) با فرمول شیمیایی C۲۰H۳۲O۳ یک ترکیب شیمیایی با شناسه پاب‌کم ۵۲۸۰۷۳۳ است. که جرم مولی آن ۳۲۰٫۴۷ گرم بر مول می‌باشد. این ترکیب یک ایکوزانوئید درونزاست که از متابولیسم سلولی آراشیدونیک اسید توسط آنزیم لیپواکسیژناز تولید میشود.